# Calanthe chloroleuca
Calanthe chloroleuca är en orkidéart som beskrevs av John Lindley. Calanthe chloroleuca ingår i släktet Calanthe och familjen orkidéer. Inga underarter finns listade i Catalogue of Life.